# Danh sách nhà thơ tiếng Đức
Danh sách này chứa tên của các cá nhân (thuộc bất kỳ dân tộc hoặc quốc tịch nào) đã viết thơ bằng tiếng Đức. Hầu hết được xác định là "nhà thơ Đức", nhưng một số không phải là người Đức.
Đây là một danh sách chưa hoàn tất, và có thể sẽ không bao giờ thỏa mãn yêu cầu hoàn tất. Bạn có thể đóng góp bằng cách mở rộng nó bằng các thông tin đáng tin cậy.

## A
- Abraham a Sancta Clara
- Friedrich Achleitner
- Dietmar von Aist
- Heinrich Albert (nhà soạn nhạc)
- Der wilde Alexander
- Hermann Allmers
- Peter Paul Althaus
- Günther Anders
- Alfred Andersch
- Ernst Moritz Arndt
- Achim von Arnim
- Bettina von Arnim
- Hans Arp
- H. C. Artmann
- Hans Erasmus Aßmann
- Hartmann von Aue
- Count Anton Alexander von Auersperg
- Rose Ausländer

## B
- Ingeborg Bachmann
- Hugo Ball
- Wolfgang Bauer
- Konrad Bayer
- Johannes Robert Becher
- Richard Beer-Hofmann
- Gottfried Benn
- Michael Beheim
- Werner Bergengruen
- Thomas Bernhard
- F.W. Bernstein
- Marcel Beyer
- Horst Bienek
- Otto Julius Bierbaum
- Wolf Biermann
- Johannes Bobrowski
- Paul Boldt
- Wolfgang Borchert
- Nicolas Born
- Thomas Brasch
- Volker Braun
- Bertolt Brecht
- Helene Brehm
- Clemens von Brentano
- Theo Breuer
- Rolf Dieter Brinkmann
- Georg Britting
- Hermann Broch
- Barthold Heinrich Brockes
- August Buchner
- Georg Büchner
- Gottfried August Bürger
- Hermann Burger
- Erika Burkart
- Wilhelm Busch

## C
- Paul-Henri Campbell
- Hans Carossa
- Daniel Casper von Lohenstein
- Paul Celan
- Conrad Celtes
- Adelbert von Chamisso
- Hanns Cibulka
- Matthias Claudius
- Heinz Czechowski
- Daniel Czepko von Reigersfeld

## D
- Simon Dach
- Theodor Däubler
- Georg Friedrich Daumer
- Max Dauthendey
- Franz Josef Degenhardt
- Richard Dehmel
- Friedrich Christian Delius
- Franz von Dingelstedt
- Hugo Dittberner
- Reinhard Döhl
- Tankred Dorst
- Lebrecht Blücher Dreves
- Annette von Droste-Hülshoff

## E
- Albert Ehrenstein
- Günter Eich
- Joseph von Eichendorff
- Adolf Endler
- Hans Magnus Enzensberger
- Heinz Erhardt
- Wolfram von Eschenbach

## F
- Gustav Falke
- August Heinrich Hoffmann von Fallersleben
- Fereydoun Farrokhzad
- Jörg Fauser
- Ernst, Baron von Feuchtersleben
- Frank Findeiß
- Johann Fischart
- Cäsar Flaischlen
- Paul Fleming
- Walter Flex
- Hans Folz
- Theodor Fontane
- Friedrich de la Motte Fouqué
- Franzobel
- Heinrich Frauenlob
- Ferdinand Freiligrath
- Erich Fried
- Max Frisch
- Gerhard Fritsch
- Franz Fühmann
- Louis Fürnberg

## G
- Emanuel Geibel
- Christian Fürchtegott Gellert
- Stefan George
- Paul Gerhardt
- Robert Gernhardt
- Heinrich Wilhelm von Gerstenberg
- Adolf Glassbrenner
- Johann Wilhelm Ludwig Gleim
- Leopold Friedrich Günther von Goeckingk
- Albrecht Goes
- Johann Wolfgang von Goethe
- Johann Nikolaus Götz
- Yvan Goll
- Eugen Gomringer
- Peter Gosse
- Friedrich Wilhelm Gotter
- Günter Grass
- Fritz Grasshoff
- Martin Greif
- Franz Grillparzer
- Hans Jakob Christoffel von Grimmelshausen
- Klaus Groth
- Durs Grünbein
- Andreas Gryphius
- Johann Christian Günther

## H
- Peter Hacks
- Johannes Hadlaub
- Friedrich von Hagedorn
- Reinmar von Hagenau
- Peter Handke
- Georg Philipp Harsdörffer
- Otto Erich Hartleben
- Peter Härtling
- Walter Hasenclever
- Wilhelm Hauff
- Gerhart Hauptmann
- Friedrich von Hausen
- Albrecht Haushofer
- Christian Friedrich Hebbel
- Johann Peter Hebel
- Johann Heermann
- Heinrich Heine
- Hans-Jürgen Heise
- Helmut Heißenbüttel
- Karl Friedrich Henckell
- Johann Gottfried Herder
- Nikolaus Herman
- Stephan Hermlin
- Georg Herwegh
- Hermann Hesse
- Georg Heym
- Paul Heyse
- Wolfgang Hilbig
- Jakob van Hoddis
- Sophie Hoechstetter
- Christian Hoffmann von Hoffmannswaldau
- Michael Hofmann
- Hugo von Hofmannsthal
- Friedrich Hölderlin
- Walter Höllerer
- Ludwig Christoph Heinrich Hölty
- Arno Holz
- Peter Huchel
- Richard Huelsenbeck
- Norbert Hummelt
- Christian Friedrich Hunold
- Ulrich von Hutten

## I
- Karl Leberecht Immermann
- Hans Irrigmann

## J
- Johann Georg Jacobi
- Ernst Jandl
- Elfriede Jelinek
- Albrecht von Johansdorf
- Ernst Jünger
- Friedrich Georg Jünger

## K
- Georg Kaiser
- Franz Xaver Kappus
- Anna Louisa Karsch
- Yaak Karsunke
- Hermann Kasack
- Abraham Gotthelf Kästner
- Erich Kästner
- Marie Luise Kaschnitz
- Gottfried Keller
- Hans Peter Keller
- Justinus Kerner
- Hermann Kesten
- Gottfried Kinkel
- Sarah Kirsch
- Wulf Kirsten
- Karin Kiwus
- Klabund
- Johann Klaj
- Paul Klee
- Paul Alfred Kleinert
- Ewald Christian von Kleist
- Heinrich von Kleist
- Thomas Kling
- Friedrich Gottlieb Klopstock
- Christian Knorr von Rosenroth
- Michael Kongehl
- August Kopisch
- Theodor Körner
- Theodor Kramer
- Karl Kraus
- Helmut Krausser
- Karl Krolow
- Michael Krüger
- James Krüss
- Quirinus Kuhlmann
- Günter Kunert
- Reiner Kunze
- Der von Kürenberg

## L
- Else Lasker-Schüler
- Christine Lavant
- Hans Leip
- Anton G. Leitner
- Nikolaus Lenau
- Michael Lentz
- Hermann Lenz
- Jakob Michael Reinhold Lenz
- Rudolf Leonhard
- Gotthold Ephraim Lessing
- Heinrich Leuthold
- Thorsten Libotte
- Alfred Lichtenstein
- Magnus Gottfried Lichtwer
- Ulrich von Liechtenstein
- Detlev von Liliencron
- Till Lindemann
- Hermann Lingg
- Angela Litschev
- Otto Heinrich von Loeben
- Friedrich von Logau
- Hermann Löns
- Iwar von Lücken
- Martin Luther

## M
- Andreas Mand
- Itzik Manger
- Thomas Mann
- Heinrich Mann
- Uwe Martens
- Kurt Marti
- Friedrich von Matthisson
- Georg Maurer
- Karl May
- Karl Mayer
- Friederike Mayröcker
- Christoph Meckel
- Walter Mehring
- Ernst Meister
- Conrad Ferdinand Meyer
- Johann Martin Miller
- Alfred Mombert
- Christian Morgenstern
- Eduard Mörike
- Heinrich von Morungen
- Johann Michael Moscherosch
- Erich Mühsam
- Heiner Müller
- Inge Müller
- Wilhelm Müller
- Börries Freiherr von Münchhausen

## N
- Joachim Neander
- Johann Nestroy
- Georg Neumark
- Friedrich Nietzsche
- Philipp Nicolai
- Helga M. Novak
- Novalis (Friedrich von Hardenberg)

## O
- Andreas Okopenko
- Martin Opitz
- Ernst Ortlepp

## P
- Bert Papenfuß
- Oskar Pastior
- Ludwig Pfau
- Gottlieb Konrad Pfeffel
- Heinz Piontek
- August von Platen-Hallermünde
- Johannes Plavius
- Steffen Popp
- Robert Prutz

## R
- Wilhelm Raabe
- Ferdinand Raimund
- Karl Wilhelm Ramler
- Lutz Rathenow
- Jacob Regnart
- Robert Reinick
- Neidhart von Reuental
- Fritz Reuter
- Karl Riha
- Rainer Maria Rilke
- Joachim Ringelnatz
- Johann Rist
- Eugen Roth
- Ralf Rothmann
- Friedrich Rückert
- Gerhard Rühm
- Peter Rühmkorf

## S
- Hans Sachs
- Nelly Sachs
- Alexios Schandermani (sinh 1953)
- Johannes Scheffler, tên là Angelus Silesius
- Friedrich Schiller
- Sibylla Schwarz
- Kurt Schwitters
- Moriz Seeler
- Lutz Seiler
- Friedrich Leopold zu Stolberg-Stolberg
- Moritz von Strachwitz
- Gottfried von Strassburg
- Botho Strauss
- Der Stricker

## T
- Georg Thurmair
- Maria Luise Thurmair
- Ludwig Tieck
- Georg Trakl
- Hugo von Trimberg
- Süßkind von Trimberg
- Kurt Tucholsky
- Ulrich von Türheim
- Heinrich von dem Türlin

## U
- Ludwig Uhland
- Anthony Ulrich, Công tước xứ Brunswick-Wolfenbüttel

## V
- Hendrik van Veldeke
- Walther von der Vogelweide
- Johann Heinrich Voß

## W
- Robert Walser
- Erich Weinert
- Oswald von Wolkenstein
- Konrad von Würzburg
- Christa Wolf

## Z
- Ulrich von Zatzikhoven